# Vlag van Montserrat

Vlag van Montserrat

oude vlag, 1960-1999

De vlag van Montserrat werd aangenomen op 10 april 1909. Het is een blauw Brits vaandel, met in het kanton de Britse vlag en aan de rechterkant het wapen van Montserrat. Dit wapen toont Erin, de vrouwelijke personificatie van Ierland met een gouden harp, een ander Iers symbool. Dit symboliseert de Ierse afkomst van veel inwoners van Montserrat. In 1999 is het ontwerp van deze vlag gewijzigd: het wapen is sindsdien groter afgebeeld.

Vlag van de gouverneur van Montserrat

De gouverneur van Montserrat gebruikt de Britse vlag met in het midden het wapen van Montserrat.